# Marijinska palača
Marijinska palača (ukrajinski: Маріїнський палац) je službena svečana rezidencija predsjednika Ukrajine u Kijevu i graniči s neoklasičnom zgradom Verhovne Rade (parlamenta) Ukrajine. To je barokna palača na brdovitoj obali rijeke Dnjepar.
Palaču je dala izgraditi 1744. ruska carica Elizabeta Petrovna, a osmislio ju je Bartolomeo Rastrelli, najpoznatiji arhitekt koji je radio u Ruskom Carstvu u to vrijeme. Jedan od studenata Rastrellija, Ivan Mičurin, zajedno sa skupinom drugih arhitekata, završio je palaču 1752. Carica Elizabeta, međutim, nije doživjela dovršetak palače. Prva kraljevska osoba, koja je posjetila palaču bila je ruska carica Katarina Velika, koja je posjetila Kijev 1787. Krajem 18. i početkom 19. stoljeća palača je glavna rezidencija guvernera-generala.
U ranom 19. stoljeću, palača je gorjela u nizu požara. Tijekom godina Ruskoga građanskoga rata 1917. – 1920., palača je služila kao sjedište boljševika, osobito tijekom boljševičkoga ustanka u Kijevu. 
Godine 1920. zgrada je pripadala poljoprivrednoj školi, ubrzo nakon toga postala je muzej. Marijinska palača je teško oštećena u Drugom svjetskom ratu, a obnovljena je krajem 1940.-ih. Još jedna velika obnova završena je u ranim 1980.-im.